# Chauri Chaura
Chauri Chaura is een plaats in het district Gorakhpur van de Indiase deelstaat Uttar Pradesh. De dichtstbijgelegen grote stad, Gorakhpur, ligt op 31 km afstand.

## Chauri Chaura-incident
In 1922 kwam Chauri Chaura in het nieuws toen de inwoners deelnamen aan de geweldloze verzetsaktie Non-cooperation movement, de door Gandhi geïnitieerde campagne tegen de Rowlatt-wet. Het liep mis op 4 februari 1922 toen meerdere protestanten werden beschoten en gedood door de politie. Boze burgers gingen over tot geweld en staken het politiestation in brand, waarbij de daar aanwezige 23 politiemannen omkwamen.